# Leptadenia pyrotechnica
Espèce
Leptadenia pyrotechnica, appelé khimp en hindi et en ourdou, est une espèce de plantes à fleurs de la famille des Apocynaceae. C'est un arbuste tolérant la sécheresse, dont l'aire de répartition s'étend du Sénégal à l'Inde.
Appelé aussi Anag en tamacheq, il pousse aussi dans le sahel au Niger et au Mali.